# The Rivalry
The Rivalry ist ein 1998 erschienenes Studioalbum der deutschen Heavy-Metal-Band Running Wild. Es ist das zehnte Werk der Band und bildet mit seinem Vorgänger „Masquerade“ und dem Nachfolger „Victory“ eine lose zusammenhängende Trilogie über das Thema „Gut und Böse“.

## Entstehung
Die Band hatte nach dem vorigen Album eine zweijährige Pause eingelegt und ging 1997 in derselben Besetzung wieder ins Studio.
Das Album wurde im Hannoveraner Horus Sound Studio und im Vox Klangstudio in Bendestorf aufgenommen und von Gerhard Wölfle gemischt. Das Mastering hatte Rainer Holst in den Staccato Studios zu verantworten. Der ganze Aufnahmeprozess wurde von Gitarrist und Sänger Rolf „Rock ’n’ Rolf“ Kasparek koordiniert, der damit auch die gesamte Musikproduktion übernahm.
Das Albencover wurde von Andreas Marschall gestaltet, der auch Zeichnungen für viele andere Bands (u. a. Blind Guardian) anfertigte. Es zeigt das Running-Wild-Maskottchen „Adrian“ in einer historischen Uniform umgeben von zwei Flaggen, die jeweils Gut und Böse symbolisieren sollen. Fotografien auf der CD-Hülle und im Booklet wurden von Thorsten Herbig bzw. der Firma LookLoud! angefertigt.
Das Album war die letzte Zusammenarbeit der Band mit dem Schlagzeuger Jörg Michael, der bereits zuvor bei Stratovarius eingestiegen war. Für die Tour zum Album wurde er von dem damaligen Rage-Drummer Christos Efthimiadis vertreten. Beim Folgealbum „Victory“ wurde ein gewisser Angelo Sasso als Schlagzeuger genannt, viele Fans und Kritiker sehen darain aber ein Pseudonym für einen Drumcomputer.
Das Album erschien zunächst als CD, wobei eine Erstausgabe mit einem 3D-Cover in limitierter Auflage erhältlich war. Weiterhin erschien eine limitierte Picture-LP im 12"-Format. Im Jahr 2003 war das Album darüber hinaus Bestandteil einer mit „The Legendary Tales“ betitelten 3CD-Box, für die das Album zusammen mit den beiden Nachfolgern in einem Digipack, aber ohne Booklet veröffentlicht wurde.
Als Tournee zum Album wurden lediglich im April 1998 sechs Auftritte in Deutschland und der Schweiz absolviert. Begleiter dieser Tour war die Band Primal Fear.

## Titelliste
1. March of the final Battle (The End of all Evil) – 2:00
2. The Rivalry – 5:34
3. Kiss of Death – 3:36
4. Firebreather – 4:04
5. Return of the Dragon – 6:48
6. Resurrection – 4:45
7. Ballad of William Kidd – 8:43
8. Agents of Black – 3:56
9. Fire & Thunder – 7:33
10. The Poison – 4:39
11. Adventure Galley – 4:19
12. Man on the Moon – 4:48
13. War & Peace – 7:44

Alle Lieder und Texte stammen von Rock ’n’ Rolf, die Ausnahme bildet „Adventure Galley“, dessen Musik von Thilo Herrmann komponiert wurde.

## Bedeutungen einiger Lieder
- „Kiss of Death“ ist der Rockband Kiss gewidmet.
- „Return of the Dragon“ thematisiert die Mythologie um Drachen.
- „Ballad of William Kidd“ und „Adventure Galley“ handeln von dem Piraten William Kidd und seinem Schiff, der Adventure Galley.
- „Man on the Moon“ thematisiert Verschwörungstheorien um die bemannten Mondlandungen 1969–1972.
- „War & Peace“ handelt von Leo Tolstois Roman „Krieg und Frieden“. Außerdem begann es seinerseits eine Trilogie russisch inspirierter Lieder, die auf den Folgealben mit den Titeln „Tsar“ (vom Album „Victory“) und „Siberian Winter“ (vom Album „The Brotherhood“) fortgesetzt wurde.

## Rezeption
Nach der Veröffentlichung stieß das Album auf gute Kritiken. So lobte Götz Kühnemund vom Rock Hard vor allem den Klang der Produktion („Genau so müssen Metal-Gitarren klingen! Gleiches gilt für das unermüdlich treibende Schlagzeug […]!“). Dagegen wurde aber bemängelt, das Album könne nicht mit dem Album „Black Hand Inn“ von 1994 gleichziehen. Retrospektiv wurde das Album allerdings im Rock Hard als „für Running-Wild-Verhältnisse etwas schwächer“ bezeichnet.
Auf dem 2006 erschienenen Best-of-Album „Best of Adrian“, das ausschließlich Material der Zeit von Running Wild bei GUN Records enthält, sind mit „The Rivalry“, „Firebreather“, „Kiss of Death“ und „Ballad of William Kidd“ vier Lieder des Albums enthalten.
2006 gab das Album einer Tribute-Compilation namens „The Revivalry“ den Namen.

## Chartplatzierungen
In den deutschen Albencharts erreichte „The Rivalry“ Platz 19 und hat damit bisher die bis zur Veröffentlichung von „Shadowmaker“ im Jahr 2011 höchste Platzierung eines Running-Wild-Albums inne. Es blieb insgesamt fünf Wochen unter den Top 100.
| ChartsChartplatzierungen | Höchstplatzierung | Wochen |
| ------------------------ | ----------------- | ------ |
| Deutschland (GfK)        | 19 (5 Wo.)        | 5      |